# Sint-Trudokerk (Peer)

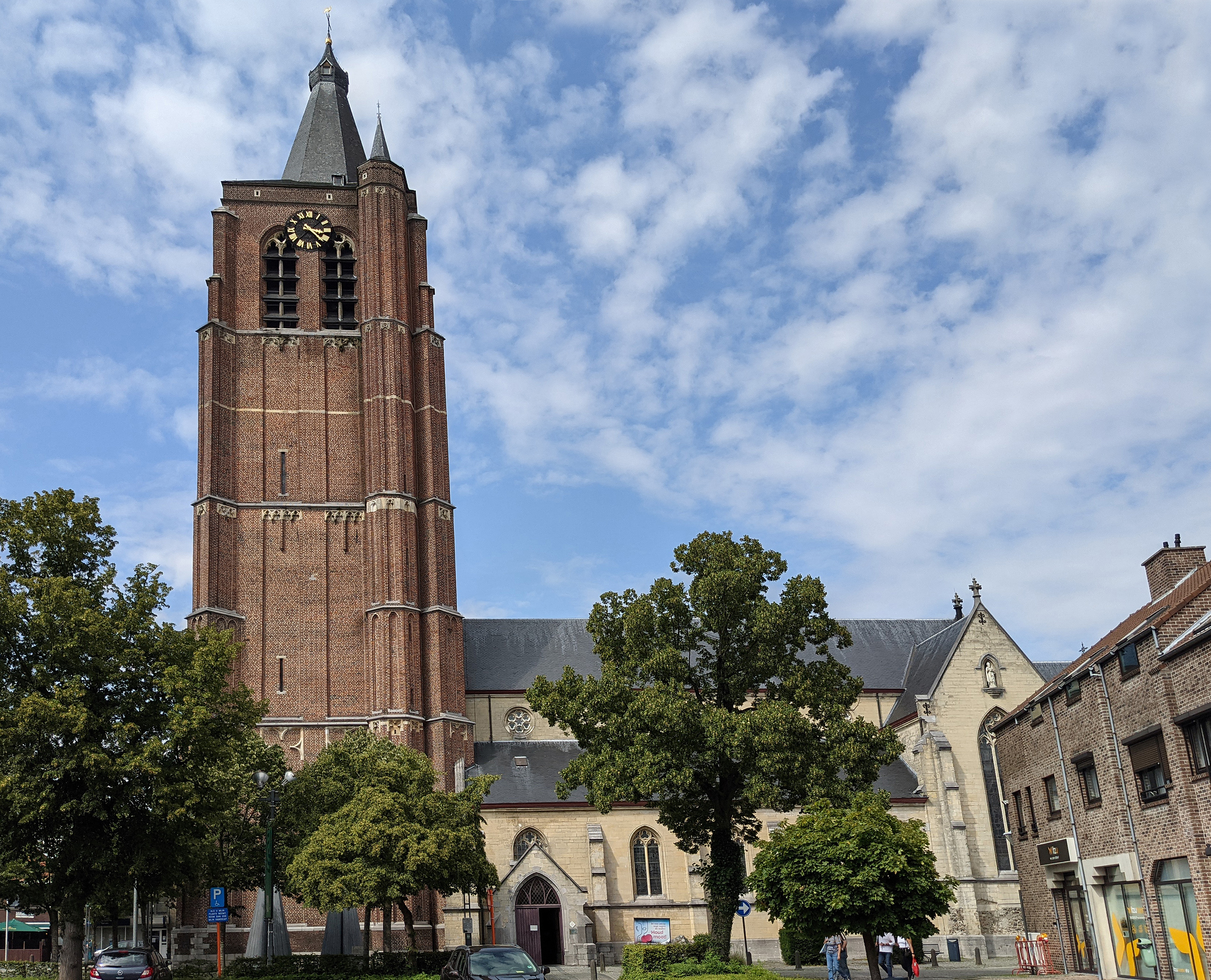
Sint-Trudokerk

De Sint-Trudokerk is de parochiekerk aan de Kerkstraat in de Belgische stad Peer. De kerk wordt bijgenaamd La Cathédrale de la Campine, ofwel: Reus der Kempen, wegens de hoge toren.

## Geschiedenis
Vermoedelijk werd op deze plaats omstreeks 950 een houten kerkje opgetrokken, dat later in veldstenen werd uitgevoerd. Gedurende de 11e eeuw werd een nieuwe kerk gebouwd, waarvan in een muur aan de oostzijde wellicht nog een klein deel bewaard is gebleven. In een kroniek van de Abdij van Sint-Truiden, geschreven door ene Rodolphus (Rudolf), wordt een lijst gegeven van kerken die omstreeks 1170 door genoemde Abdij herbouwd werden. Ook de kerk van Peer komt daarin voor.
Met de bouw van de toren zou in 1392 zijn begonnen en vóór 1422 zijn voltooid. De zware toren, die deel uitmaakte van de stadsmuren, werd ook gebruikt als toevluchtsoord voor de burgers in geval van troebelen. In 1483 echter, werden 1500 burgers vermoord in de strijd tussen Willem I van der Marck Lumey en Johan van Horne, nadat ze door verraad de toren verlieten.
In 1572 werd in de kerk brand gesticht door Oostenrijkse troepen en in 1599 door muitende Spaanse troepen. Hierbij werd het schepenarchief grotendeels vernietigd. Vrijwel direct hierna werd de kerk hersteld en de torenspits verhoogd. Zij was toen veel hoger dan de huidige, maar in 1606 woei de spits af en viel op het schip, dat deels verwoest werd. Daarna werd de huidige, peervormige torenspits gebouwd. In 1654 werd de kerk opnieuw zwaar beschadigd, nu door Lotharingse troepen. Vrijwel het gehele stadsarchief, dat achter het hoofdaltaar werd bewaard, ging hierbij verloren.
In de daaropvolgende decennia vonden herstelwerkzaamheden plaats en ook in de 18e en begin 19e eeuw werden herstellingen uitgevoerd. Wel werden in 1799 (beloken tijd) de meeste klokken door de Fransen weggehaald en dreigde men met het opblazen van de toren als ook het kruis niet zou worden verwijderd. De Mariaklok uit 1641 bleef gespaard. Op 21 juli 1825 vond in de toren de zogeheten "muggenbrand" plaats, waarbij de Perenaren een dichte zwerm muggen voor rook aanzagen en met man en macht aan het blussen sloegen, waar hun bijnaam "muggenblussers" vandaan komt (die ze met de bewoners van Turnhout delen).
Verdere renovaties, deels in neogotische stijl, volgden. Van 1895-1897 werd het schip vrijwel geheel herbouwd, onder leiding van Hyacinth Martens. In 1992 werd een carillon van 64 klokken in de toren aangebracht, vervaardigd door Klokkengieterij Petit & Fritsen.

## Gebouw
De koor en de toren zijn in Kempense gotiek. De zware, vierkante westtoren heeft vier geledingen en kan bezocht worden. Ze fungeert deels als museum. Het koor is gebouwd in mergelsteen. Het schip en transept zijn goeddeels neogotisch.

## Meubilair
De kerk bezit 17e-eeuws meubilair, zoals een barokke biechtstoel van Ghijsbrecht Hechtermans, kerkmeestersbanken en een communiebank. Ook uit de 18e eeuw is meubilair aanwezig, zoals een koorlezenaar en een biechtstoel door Gillis Kraaywinckel. De preekstoel is 19e-eeuws.
15e-eeuwse beelden zijn: een stenen Onze-Lieve-Vrouw met de peer en Jezus aan het Kruis. Uit de 16e eeuw stamt een Jezus op de koude steen en een Golgotha, uitgevoerd als albasten reliëf. Ook de 17e eeuw is vertegenwoordigd met onder meer een kerststal in houtsnijwerk, een piëta en nog andere kunstwerken. Voorts zijn er enkele 18e-eeuwse heiligenbeelden.
Ook bezit de kerk een groot aantal 17e-eeuwse schilderijen, waaronder een Boodschap aan Maria, toegeschreven aan Gaspar de Crayer, een Rust tijdens de Vlucht naar Egypte, door Andreas Daniëls en Pieter van Avont. Ook zijn er enkele 18e- en 19e-eeuwse schilderijen.
De kerk bezit een groot aantal kerkschatten, zoals kerkelijk vaatwerk uit zilver en kostbare misgewaden.

## Galerij

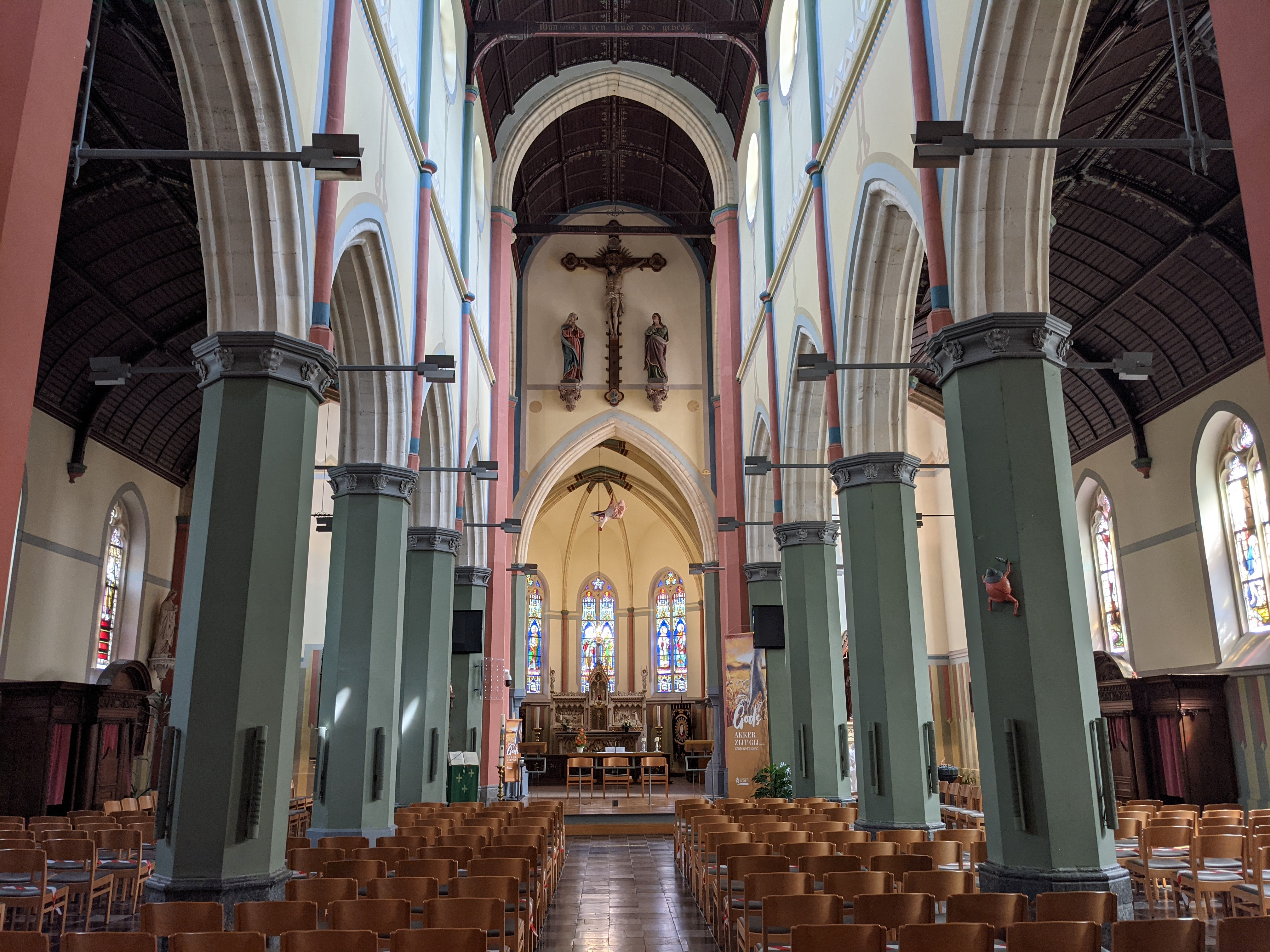
Kerkschip
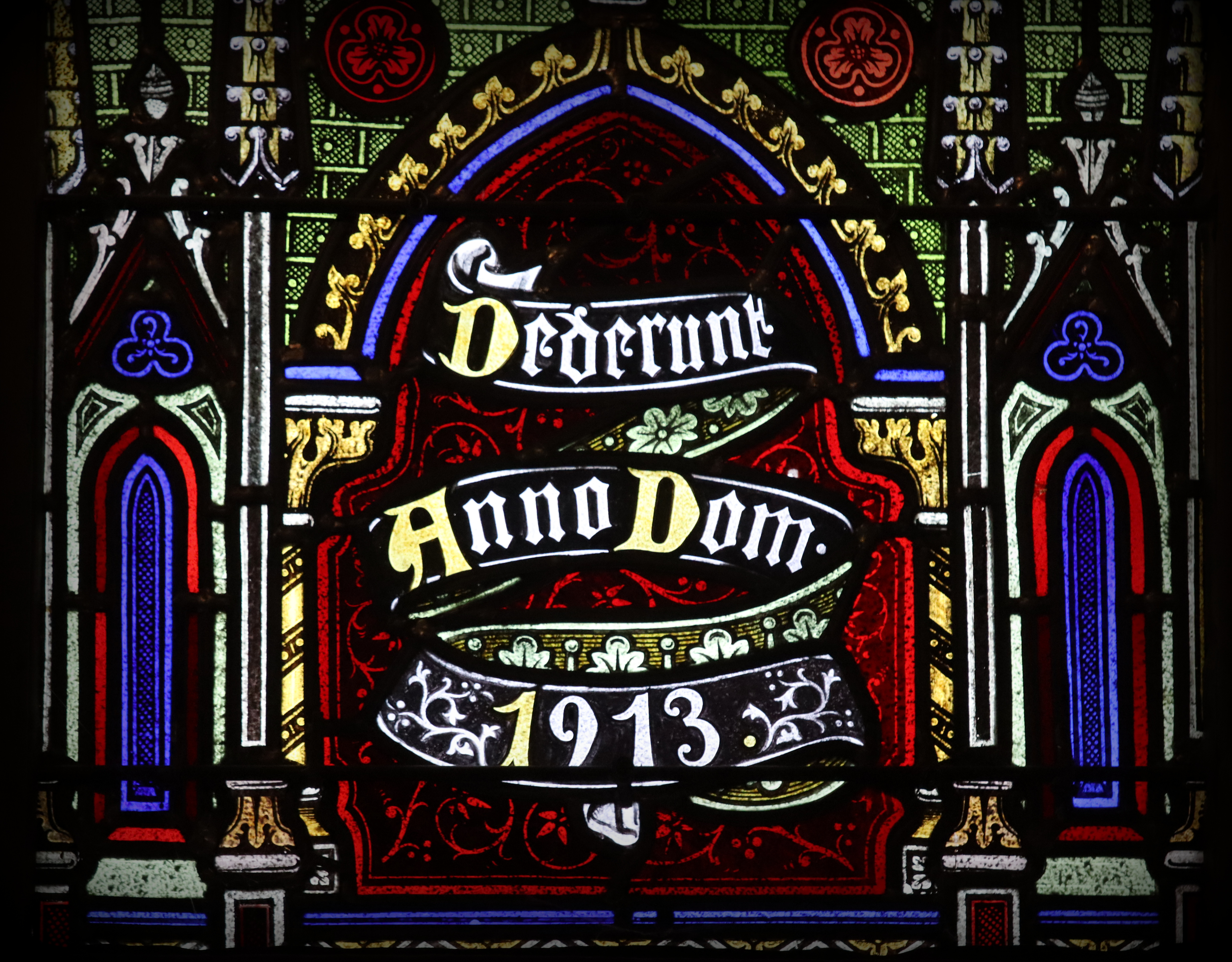
Glasraam
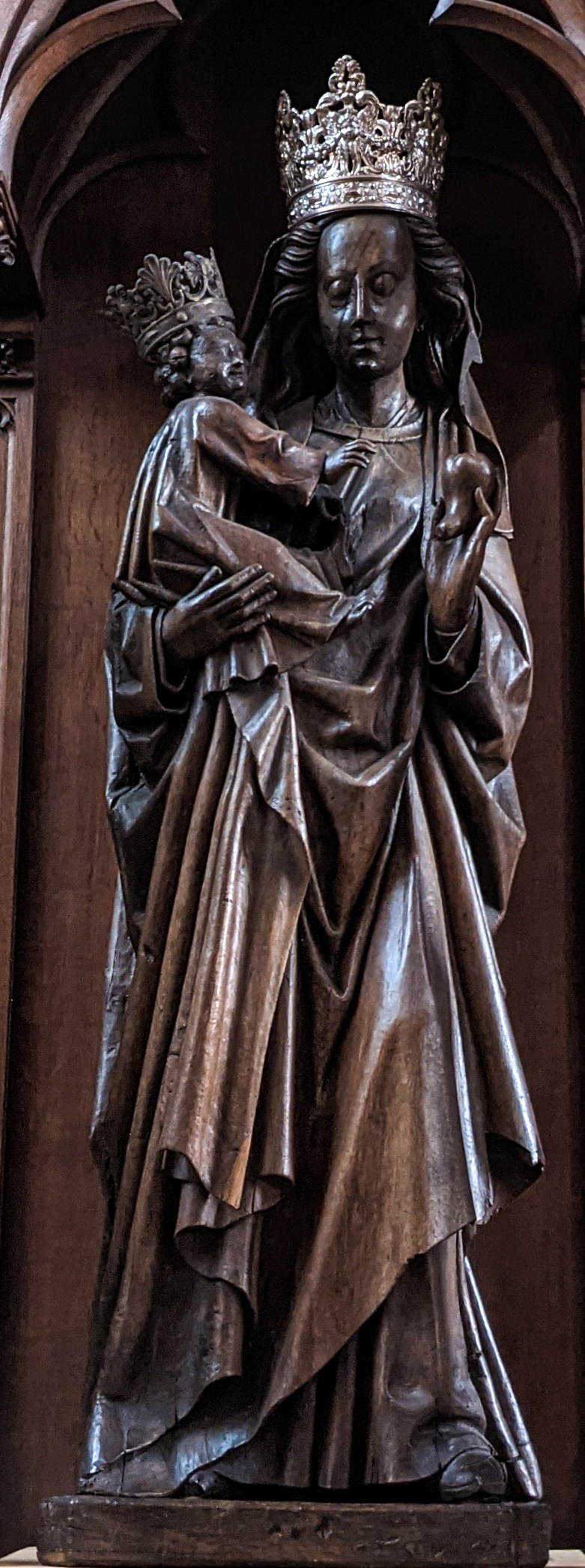
Maria met Kind en peer
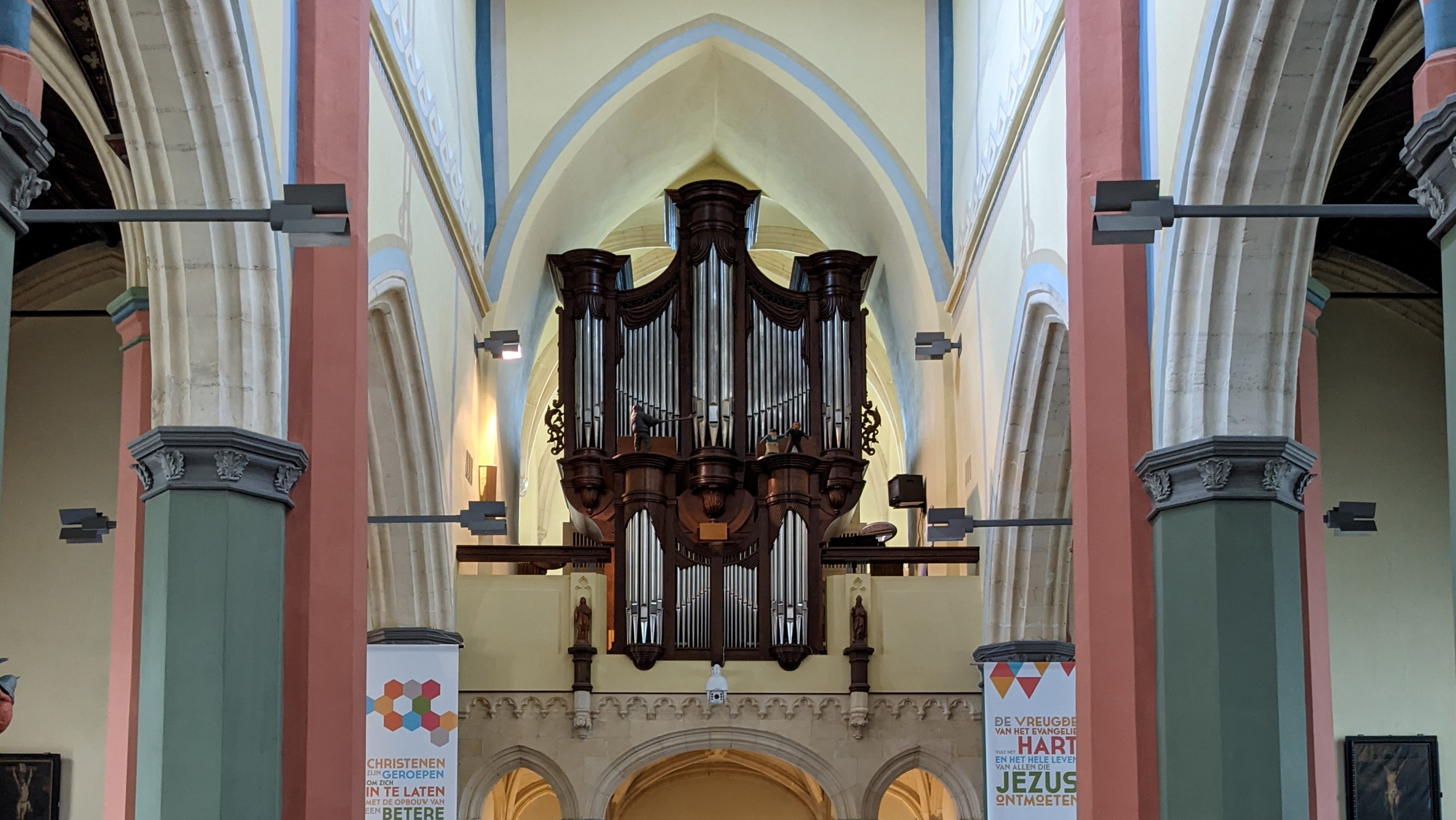
Clerinxorgel